# Djimrangar Dadnadji

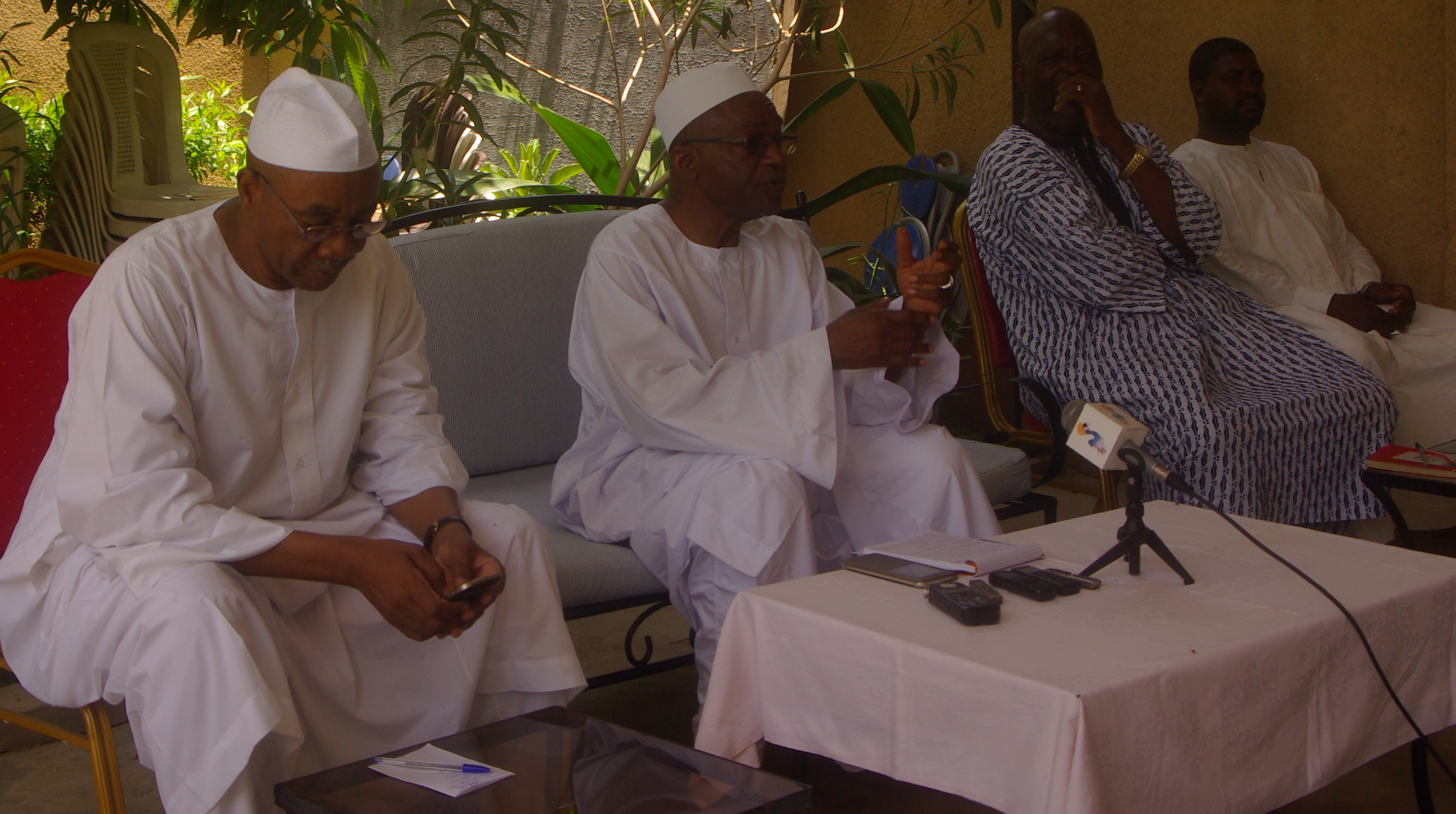
Dadnadji (dritter von links)

Joseph Djimrangar Dadnadji (* 1954; † 31. Dezember 2019 in N’Djamena) war ein tschadischer Politiker.
Dadnadji war 2002 Minister für Planung, Entwicklung und Zusammenarbeit und 9. März 2010 bis 17. August 2011 Minister für Raumordnung, Stadtplanung und Wohnbau. Vor seinem Amt 2010 war er Generalsekretär des Präsidenten. Vom 3. September 2012 an war er Kabinettsdirektor des Präsidenten. Am 21. Januar wurde er zum Premierminister des Tschad ernannt, trat aber am 21. November 2013 wieder zurück, bevor ein Misstrauensantrag gegen seine Regierung geprüft werden konnte.